# Gran Premio de Estados Unidos de Motociclismo de 2007
El Gran Premio de Estados Unidos de Motociclismo de 2007 (oficialmente Red Bull U.S. Grand Prix) fue la  undécima prueba del Campeonato del mundo de 2007. Tuvo lugar en el fin de semana del 20 al 22 de julio de 2007 en el circuito de Laguna Seca, situado en Monterey, estado de California, Estados Unidos.
Solo estaba programada La categoría de MotoGP, que fue ganada por Casey Stoner, completaron el podio Chris Vermeulen y Marco Melandri.

## Resultados MotoGP
| Pos.    | N.º. | Piloto           | Constructor | Vueltas | Tiempo     | Parrilla | Puntos |
| ------- | ---- | ---------------- | ----------- | ------- | ---------- | -------- | ------ |
| 1       | 27   | Casey Stoner     | Ducati      | 32      | 44:20.325  | 1        | 25     |
| 2       | 71   | Chris Vermeulen  | Suzuki      | 32      | +9.865     | 3        | 20     |
| 3       | 33   | Marco Melandri   | Honda       | 32      | +25.641    | 10       | 16     |
| 4       | 46   | Valentino Rossi  | Yamaha      | 32      | +30.664    | 5        | 13     |
| 5       | 26   | Daniel Pedrosa   | Honda       | 32      | +35.622    | 2        | 11     |
| 6       | 14   | Randy de Puniet  | Kawasaki    | 32      | +38.306    | 13       | 10     |
| 7       | 13   | Anthony West     | Kawasaki    | 32      | +41.422    | 12       | 9      |
| 8       | 6    | Makoto Tamada    | Yamaha      | 32      | +42.355    | 11       | 8      |
| 9       | 4    | Alex Barros      | Ducati      | 32      | +43.520    | 17       | 7      |
| 10      | 95   | Roger Lee Hayden | Kawasaki    | 32      | +43.720    | 16       | 6      |
| 11      | 5    | Colin Edwards    | Yamaha      | 32      | +47.376    | 8        | 5      |
| 12      | 56   | Shinya Nakano    | Honda       | 32      | +52.848    | 9        | 4      |
| 13      | 50   | Sylvain Guintoli | Yamaha      | 32      | +58.410    | 14       | 3      |
| 14      | 7    | Carlos Checa     | Honda       | 32      | +1:15.366  | 15       | 2      |
| 15      | 21   | John Hopkins     | Suzuki      | 30      | +2 vueltas | 7        | 1      |
| 16      | 57   | Chaz Davies      | Ducati      | 29      | +3 vueltas | 20       |        |
| Ret     | 1    | Nicky Hayden     | Honda       | 22      | Retirado   | 4        |        |
| Ret     | 17   | Miguel Duhamel   | Honda       | 10      | Retirado   | 19       |        |
| Ret     | 80   | Kurtis Roberts   | KR212V      | 5       | Retirado   | 18       |        |
| Ret     | 65   | Loris Capirossi  | Ducati      | 3       | Retirado   | 6        |        |
| Fuente: |      |                  |             |         |            |          |        |